# Magnolia (film)
Pour les articles homonymes, voir Magnolia (homonymie).
Pour plus de détails, voir Fiche technique et Distribution.
Magnolia est un film choral américain, écrit et réalisé par Paul Thomas Anderson, sorti en 1999.
Le film reçoit un accueil critique très favorable et est nommé à un certain nombre de récompenses prestigieuses, comme les Oscars ou les Golden Globes et obtient notamment l'Ours d'or du meilleur film à la Berlinale 2000.

## Synopsis
À travers l'histoire de neuf personnages principaux aux destins tragiques entrecroisés, le film est une parabole sur les êtres humains, les liens, le passé, les douleurs et les coïncidences.
Earl Partridge, magnat de la presse, âgé et malade, va bientôt mourir. Il demande à son infirmier Phil Parma de retrouver le fils, Frank T. J. Mackey, qu'il a jadis abandonné.
Celui-ci réalise des séminaires destinés aux hommes, pour les aider à séduire. Il est en pleine interview pour la télévision, face à une journaliste bien documentée qui va le déstabiliser au fil de ses questions personnelles.
Pendant ce temps, Jim Kurring, un policier, rencontre Claudia Wilson Gator, la fille toxicomane de Jimmy Gator, le présentateur vedette d'un jeu télévisé produit par la société de Earl Partridge. Dans ce jeu où des enfants affrontent des adultes sur des questions de culture générale, on retrouve le jeune Stanley Spector, exploité par son père qui ne souhaite la victoire de son fils que pour empocher le gain du jeu.
On suit également Donnie Smith, ancien vainqueur du jeu qui, trente ans plus tard, essaye de séduire la personne qu'il aime par tous les moyens possibles.

## Fiche technique
Sauf indication contraire, les informations mentionnées dans cette section peuvent être confirmées par la base de données cinématographiques IMDb,  présente dans la section « Liens externes ».
- Titre : Magnolia
- Réalisation et scénario : Paul Thomas Anderson
- Musique originale : Aimee Mann et Jon Brion
- Photographie : Robert Elswit
- Montage : Dylan Tichenor
- Décors : William Arnold, Mark Bridges et Chris L. Spellman
- Costumes : Mark Bridges
- Production : Paul Thomas Anderson et JoAnne Sellar
  - Coproducteur : Daniel Lupi
  - Producteurs délégués : Michael De Luca et Lynn Harris
  - Producteur associé : Dylan Tichenor
- Sociétés de production : New Line Cinema, Ghoulardi Film Company et The Magnolia Project
- Sociétés de distribution : New Line Cinema (États-Unis), Metropolitan Filmexport (France)
- Format : couleurs - 2,35:1 - Dolby Digital - 35 mm[1]
- Genre : drame, film choral
- Durée : 181 minutes
- Budget : 37 000 000 $[2]
- Pays de production : États-Unis
- Langues originales : anglais, allemand, français
- Date de sortie :
  - États-Unis : 1er décembre 1999
  - France : 1er mars 2000

## Distribution
- Pat Healy : Sir Edmund William Godfrey
- Tom Cruise (VF : Patrick Poivey ; VQ : Gilbert Lachance) : Frank T. J. Mackey
- Melora Walters (VF : Brigitte Berges ; VQ : Christine Bellier) : Claudia Wilson Gator
- Philip Baker Hall (VF : Marc Cassot ; VQ : Hubert Gagnon) : Jimmy Gator
- Thomas Jane : Jimmy Gator, jeune
- Melinda Dillon (VQ : Élizabeth Lesieur) : Rose Gator
- Jeremy Blackman (VF : Brice Ournac ; VQ : Xavier Morin-Lefort) : Stanley Spector
- Michael Bowen (VF : Patrick Laplace ; VQ : Pierre Auger) : Rick Spector
- William H. Macy (VF : Yves Beneyton ; VQ : Benoit Rousseau) : Donnie Smith
- Philip Seymour Hoffman (VF : Daniel Lafourcade ; VQ : François Godin) : Phil Parma
- Jason Robards (VF : William Sabatier ; VQ : Yvon Thiboutot) : Earl Partridge
- Julianne Moore (VF : Déborah Perret ; VQ : Marie-Andrée Corneille) : Linda Partridge
- John C. Reilly (VF : Bruno Dubernat ; VQ : Alain Zouvi) : Jim Kurring
- Cleo King (VF : Élisabeth Wiener ; VQ : Johanne Léveillé) : Marcie
- Don McManus (VF : Patrick Raynal (acteur)) : le Dr Landon
- Michael Shamus Wiles : le capitaine Muffy
- April Grace (VQ : Hélène Mondoux) : Gwenovier
- Miguel Perez (en) (VF : Mathieu Buscatto) : Avi Solomon
- Alfred Molina (VF : Saïd Amadis) : Solomon Solomon
- Felicity Huffman (VF : Anne Kreis ; VQ : Johanne Garneau) : Cynthia
- Luis Guzmán (VF : Diego Asensio) : Luis
- Henry Gibson (VF : Pierre Dourlens ; VQ : André Montmorency) : Thurston Howell
- Clark Gregg : WDKK Floor Director
- Ricky Jay (VF : Patrick Messe / Hervé Jolly ; VQ : Éric Gaudry) : Burt Ramsey / le narrateur
- Paul F. Tompkins (VF : Olivier Destrez) : Chad (voix)
- Michael Murphy (VF : Michel Ruhl) : Alan Kligman

Légende : VF = Version française et VQ = Version québécoise

## Production

### Développement
Après Boogie Nights, Paul Thomas Anderson a l'envie d'« écrire quelque chose d'intime sur une petite échelle ». Cependant, au fur et à mesure de l'écriture, le projet prend vite de l'ampleur. Le cinéaste explique cependant que c'est toujours « un film intimiste, modeste. Il a seulement fallu 200 pages et 90 jours pour obtenir la juste dose d'intimité ».
Le budget initial de 20 millions de dollars fut porté à 37 millions lorsque Tom Cruise fut engagé (avec une réduction de 7 millions sur son cachet « habituel » de 20 millions de dollars moyennant une participation aux bénéfices).

### Tournage
Le tournage a eu lieu en Californie (Los Angeles, North Hollywood, Downtown Los Angeles, Studio City, Burbank, Angelus Oaks, lac Big Bear, etc.) ainsi que dans le Nevada (Reno, Pyramid Lake).

### Musique
La musique originale a été composée par Jon Brion :
1. A Little Library Music/Going to a Show – 5:35
2. Showtime – 10:28
3. Jimmy's Breakdown – 4:24
4. WDKK Theme – 0:45
5. I've Got a Surprise for You Today – 6:12
6. Stanley/Frank/Linda's Breakdown – 11:00
7. Chance of Rain – 4:10
8. So Now Then – 3:51
9. Magnolia – 2:12

La chanteuse américaine Aimee Mann, a par ailleurs sorti un album intitulé Magnolia, dont les chansons ont été écrites pour le film. Sauf mention contraire, toutes les chansons sont écrites ou chantées par Aimee Mann :
1. One, écrite par Harry Nilsson – 2:53
2. Momentum – 3:27
3. Build That Wall, écrite par Aimee Mann et Jon Brion – 4:25
4. Deathly – 5:28
5. Driving Sideways, écrite par Aimee Mann et Michael Lockwood – 3:47
6. You Do – 3:41
7. Nothing is Good Enough (Instrumental) – 4:10
8. Wise Up – 3:31
9. Save Me – 4:35 (Nomination à l'Oscar de la meilleure chanson originale pour Aimee Mann en 2000)
10. Goodbye Stranger, écrite par Rick Davies et Roger Hodgson, interprétée par Supertramp – 5:50
11. The Logical Song, écrite par Rick Davies et Roger Hodgson, interprétée par Supertramp – 4:07
12. Dreams, écrite par Tim Laws et Gabrielle), interprétée par Gabrielle – 3:43
13. Magnolia, écrite et interprétée par Jon Brion – 2:12

## Accueil

### Critique
En regard du box-office, le film reçut un très bon accueil critique. Noté 4 étoiles sur 5 sur Allociné, il est noté à 83 % sur le site Rotten Tomatoes.
Le critique du Chicago Sun-Times Roger Ebert a écrit :

« Magnolia est le genre de films que je recherche instinctivement. Laissez la logique à la porte. Ne vous attendez pas à du sobre et à de la retenue, mais plutôt à une sorte d'extase lyrique. »

— Roger Ebert, Chicago Sun-Times, 19 mars 2000.
Dans le journal britannique The Independent, Antonia Quirke écrit :

« [Le film] n'a pas de limites. Et pourtant, certaines choses sont incomplètes, survolées, tangentielles. Magnolia n'a pas le dernier mot sur tout. Mais il reste superbe. »

— Antonia Quirke, The Independent, 19 mars 2000.
En novembre 2008, Roger Ebert écrivit un essai sur le film, publié sur son site internet, dans la rubrique Great Movies :

« Magnolia est un film sur la tristesse et le deuil, sur l'amertume de la vie, sur les enfants maltraités et les adultes qui s'auto-détruisent. Comme le narrateur nous le dit vers la fin : « Même si nous en avons fini avec le passé, le passé lui, n'en a pas fini avec nous ». Dans ce naufrage commun, il y a deux personnages, un policier et un infirmier, qui font ce qu'ils peuvent pour offrir de l'aide, de l'espoir et de l'amour. »

— Roger Ebert, Chicago Sun-Times - Great Movies, 27 novembre 2008.

### Box-office
Le film a rapporté 48 451 803 $ au niveau mondial, pour un budget initial de 37 000 000 $.

## Distinctions
Source : Internet Movie Database : 

### Récompenses
- Berlinale 2000 : Ours d'or (Paul Thomas Anderson), prix des lecteurs du Berliner Morgenpost (Paul Thomas Anderson)
- Blockbuster Entertainment Awards : acteur dans un rôle secondaire préféré - Drame (Tom Cruise)
- Chicago Film Critics Association Awards : meilleur acteur dans un rôle secondaire (Tom Cruise)
- Chlotrudis Awards : meilleur film ; meilleur acteur dans un rôle secondaire (Philip Seymour Hoffman)
- Festival de Saint-Sébastien : Grand prix de la FIPRESCI
- Florida Film Critics Circle Awards : meilleur film ; meilleur casting
- Golden Globes : meilleur acteur dans un rôle secondaire (Tom Cruise)
- Guldbagge Award : meilleur film étranger
- National Board of Review : meilleur acteur dans un rôle secondaire (Philip Seymour Hoffman) ; meilleure actrice dans un rôle secondaire (Julianne Moore) ; meilleur casting
- Satellite Awards : meilleur casting
- Toronto Film Critics Association Awards : meilleur film ; meilleur réalisateur (Paul Thomas Anderson) ; meilleur scénario (Paul Thomas Anderson)

### Nominations
- Oscars du cinéma : meilleur acteur dans un rôle secondaire (Tom Cruise) ; meilleure chanson originale (Aimee Mann pour Save Me) ; meilleur scénario original (Paul Thomas Anderson)
- Blockbuster Entertainment Awards : actrice dans un rôle secondaire préférée - Drame (Julianne Moore)
- Bodil Awards : meilleur film américain (Paul Thomas Anderson)
- Critics Choice Awards : meilleur film
- Chicago Film Critics Association Awards : meilleur réalisateur (Paul Thomas Anderson) ; meilleur film ; meilleur scénario (Paul Thomas Anderson)
- Chlotrudis Awards : meilleure photographie (Robert Elswit) ; meilleur réalisateur (Paul Thomas Anderson)
- Cinema Brazil Grand Prize : meilleur film étranger (Paul Thomas Anderson)
- Empire Awards : meilleur film ; meilleur réalisateur (Paul Thomas Anderson)
- Golden Globes : meilleure chanson originale (Aimee Mann pour Save Me)
- Grammy Awards : meilleure bande originale ; meilleure musique originale (Jon Brion) ; meilleure chanson originale (Aimee Mann pour Save Me)
- Italian National Syndicate of Film Journalists : meilleur réalisateur - Film étranger (Paul Thomas Anderson)
- Las Vegas Film Critics Society Awards : meilleur film ; meilleure chanson originale (pour Save Me)
- London Critics Circle Film Awards : scénariste de l'année (Paul Thomas Anderson)
- Online Film Critics Society Awards : meilleur scénario (Paul Thomas Anderson) ; meilleure actrice dans un rôle secondaire (Julianne Moore) ; meilleur casting
- Robert Festival : meilleur film américain (Paul Thomas Anderson)
- Satellite Awards : meilleur réalisateur (Paul Thomas Anderson) ; meilleur film ; meilleur scénario original (Paul Thomas Anderson) ; meilleure chanson originale (pour Save Me) ; meilleur acteur dans un rôle secondaire - Drame (Tom Cruise)
- Screen Actors Guild Awards : meilleur casting ; meilleur film ; meilleur acteur dans un rôle secondaire (Tom Cruise) ; meilleure actrice dans un rôle secondaire (Julianne Moore)
- Writers Guild of America : meilleur scénario original (Paul Thomas Anderson)
- Young Artist Awards : meilleur jeune acteur dans un rôle principal (Jeremy Blackman)

### Inspiration et hommage
- Short Cuts de Robert Altman (1993) passe pour une inspiration majeure de Magnolia[14],[15].
- Le film Love Actually reprend la construction en film choral de Magnolia à cause de l’admiration que lui voue son scénariste-réalisateur Richard Curtis : « Magnolia est un film que je vénère. Je le trouve bouleversant. Quand je l'ai vu, je me suis juré que mon premier film à la réalisation serait une réponse à ce chef-d'œuvre »[16].

## Analyse
Notamment grâce aux explications du narrateur, ce film délivre une réflexion sur le hasard et le destin[réf. nécessaire].
L'introduction du film développe trois événements retraçant des coïncidences, appelés « légendes urbaines » :
1. Sir Edmund William Godfrey, un résident de Greenberry Hill, à Londres, est assassiné devant sa pharmacie au cours d'une tentative de vol par trois vagabonds nommés Joseph Green, Stanley Berry, et Daniel Hill.
2. Un croupier de blackjack, Delmer Darion, est accidentellement ramassé par un avion de lutte contre les incendies tandis qu'il faisait de la plongée dans un lac, et il meurt d'une crise cardiaque avant que l'avion ne largue l'eau en réalisant la situation. Le pilote de l'avion, Craig Hansen avait rencontré Darion quelques jours avant au casino, et s'était battu avec lui après avoir perdu une main au blackjack. La culpabilité et la coïncidence incitent le pilote à se suicider.
3. Un ado de 17 ans, Sydney Barringer, tente de se suicider en sautant du haut du toit de son immeuble; cette tentative promettait d'être « couronnée de succès » quand il a été abattu accidentellement par sa mère alors qu'il tombait devant la fenêtre de son propre appartement. Ses parents se menaçaient régulièrement l'un et l'autre avec un fusil de chasse qui était normalement maintenu déchargé. À leur insu, Sydney avait chargé l'arme quelques jours auparavant, en espérant qu'ils finiraient par s'entre-tuer. En conséquence, il est devenu complice à son insu dans son propre assassinat. L'ironie est que des laveurs de vitres avaient récemment installé des filets de sécurité en dessous de l'appartement des Barringer, filets qui lui auraient sauvé la vie, s'il n'avait pas été touché par le projectile du fusil qu'il avait lui-même chargé.

Ces trois légendes servent à illustrer l'idée que le hasard ou le destin sont omniprésents.

### Le numéro 82
Le numéro 82 apparaît plus d'une douzaine de fois sous différentes formes tout au long du film : sur un pendu, sur les ailes d'un avion, sous forme de cordage, sur des matricules divers, numéros de téléphone, adresses, publicités, sur des tableaux et pancartes… Comme stipulé à deux reprises dans le film, il fait référence au 2e verset du 8e chapitre du livre de l'Exode dans l'Ancien Testament annonçant l'une des colères divines constituant les dix plaies d'Égypte : « Aaron étendit sa main sur les eaux de l’Égypte ; et les grenouilles montèrent et couvrirent le pays d’Égypte ». Le réalisateur annonce donc tout au long de son film la scène finale de la pluie de grenouilles. Cette pluie de grenouilles est un phénomène météorologique qui a déjà été observé, mais qui concernait plutôt des têtards (ou petits poissons) que de véritables grenouilles[réf. nécessaire].